# 丽春站
丽春站是成汶铁路上的一座铁路车站，位于四川省成都市彭州市丽春镇丽水路，隶属于成都局集团绵阳车务段。车站现仅办理货运业务，不办理客运业务。

## 概况
车站站场呈西东走向，设股道2条（其中正线1股，侧线1股），站房设于线右，有站台1座。车站上下行区间均为单线，区间及站内均未电气化。

## 历史
- 1981年，车站投用[3]

## 图片

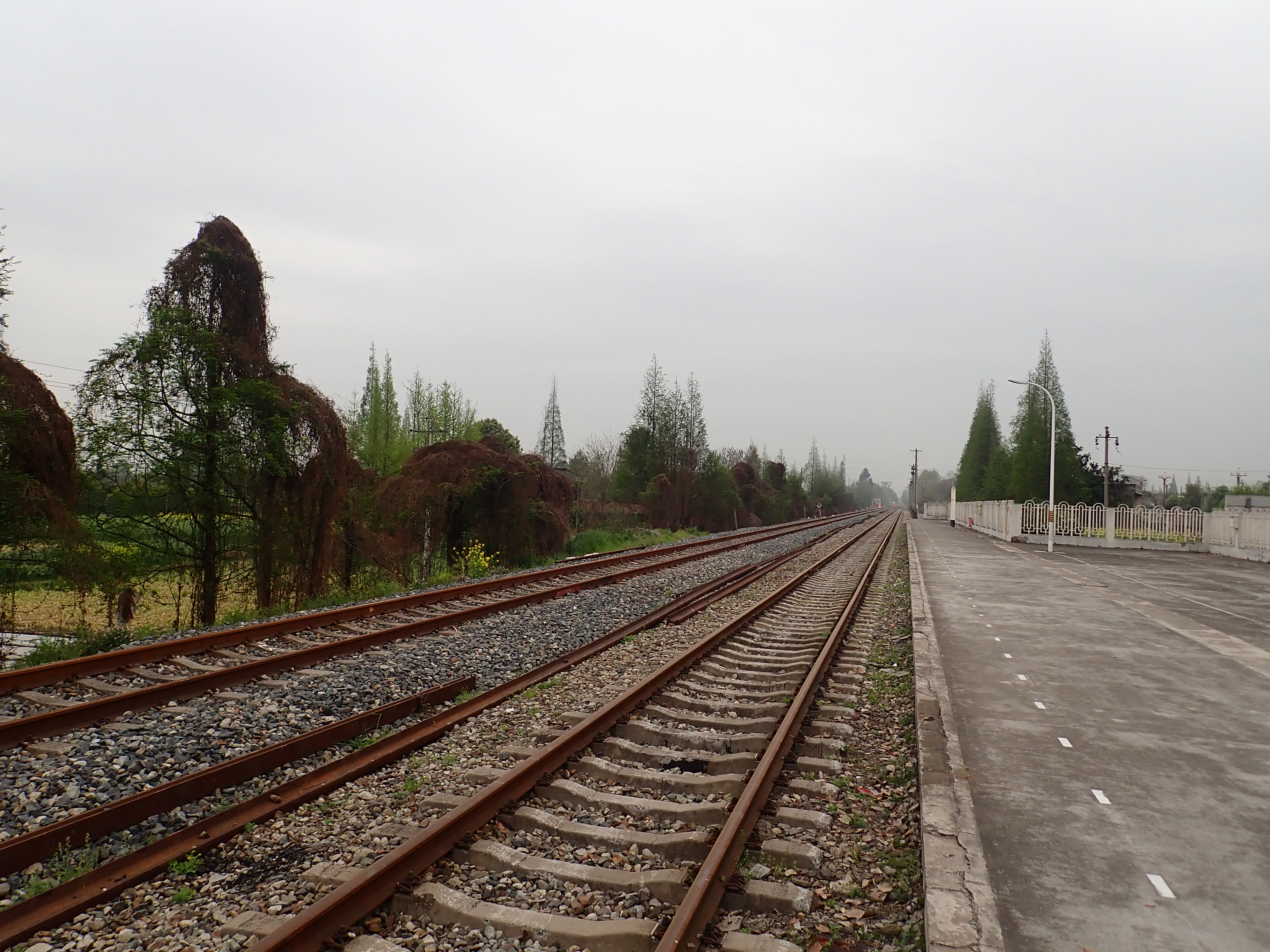
2019年，车站站场
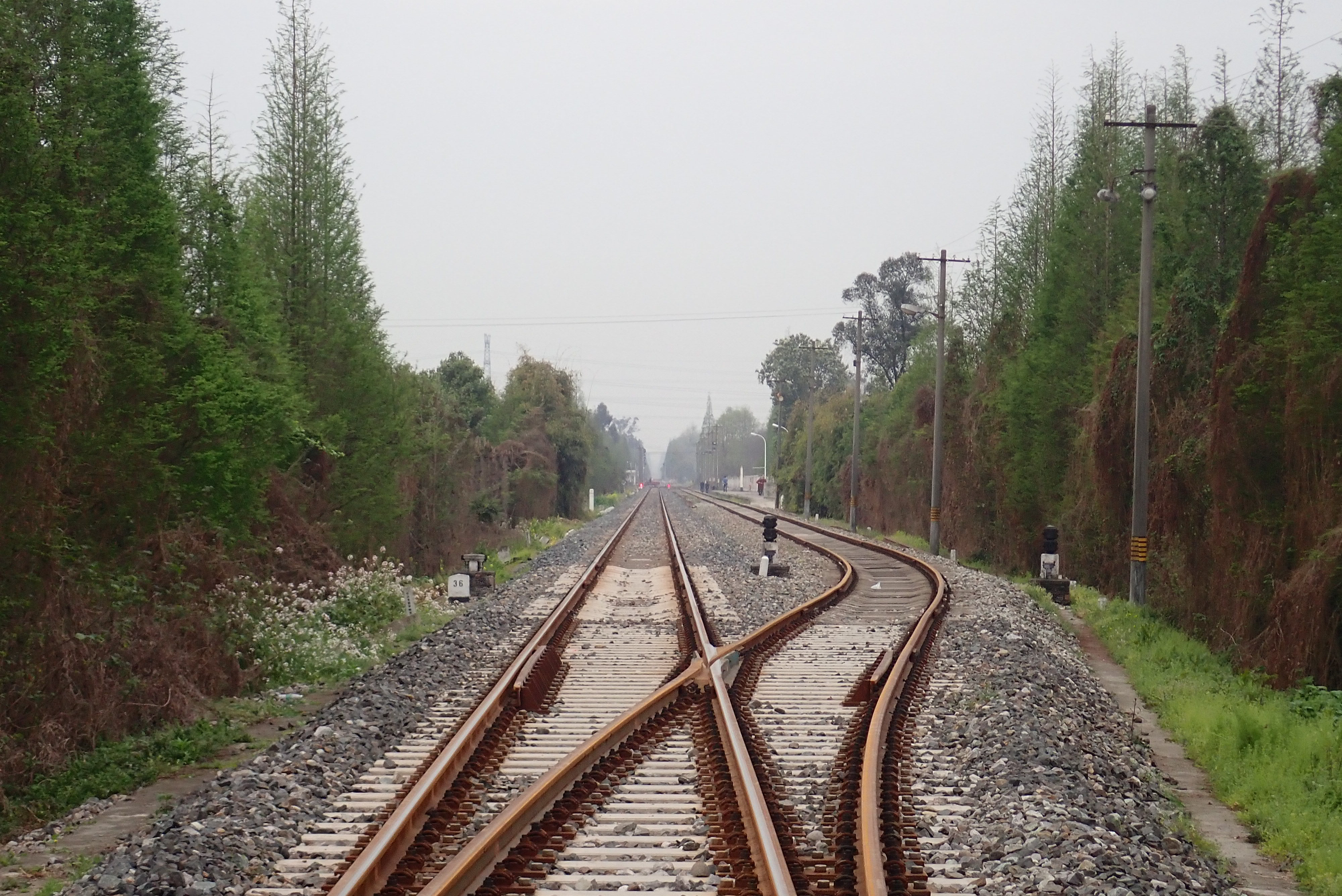
2019年，车站站场咽喉区